# Royal Sutton Coldfield
Royal Sutton Coldfield (uttal (fil)) är en ort i Birmingham i grevskapet West Midlands i England i Storbritannien. Sutton, som den ofta förkortas, ligger omkring 13 km nordöst om centrala Birmingham och hade 105 452 invånare 2001. Den är en del av tätorten West Midlands. Den utgör en civil parish med namnet Sutton Coldfield.

## Historia

### För-romersk tid
De tidigaste kända bosättningarna i Royal Sutton Coldfield har hittats i Sutton Park. Flera kullar från brittisk järnålder har hittats i parken. Flera av dessa skärvstenshögar visar spår av kokplatser, vilket man kan se på de förkolnade och spräckta stenar som hittats där. Vid branden i Sutton Park 1921 hittades fler av dessa platser och det ledde till att Birmingham Archaeological Society genomförde en arkeologisk utgrävning 1926, och publicerade sina resultat 1927. pilspetsar av flinta ska ha hittats av tyska krigsfångar, som påstås ha fått ta med dem hem till Tyskland efter andra världskriget. [källa behövs] Fler vapen av flinta upptäcktes av en trädgårdsmästare vid Thornhill Road. De första tecknen på en utvecklad boplats finns också i Sutton Park, nära Blackroot Pool. De upptäcktes 1904 av Midgley, och beskrevs jordarbete "orört av plogen".

### Romersk tid
En bevarad del av Icknield Street ligger i Sutton Park. Den är ca 2,4 km lång och löper genom parken. Man tror att romerska soldater har slagit läger på Rowton's Hill i Sutton Park, eftersom namnet betyder "lägret på kullen". Det har gjort få arkeologiska utgrävningar på vägen, även om ett kort dike grävdes i februari 1936 och ytterligare ett i maj samma år. Där, och i andra områden i parken har man funnit romerska mynt från Konstantin den stores och Diocletianus regeringstid.

### Efter-romersk tid
När romarna lämnade Britannien på 400-talet hamnade det då fortfarande obebyggda området Royal Sutton Coldfield i det anglosaxiska kungariket Mercias händer. Under denna tid tror man att Royal Sutton Coldfield kan ha utvecklats till en by och fått sitt namn. En jaktstuga som uppfördes på Maney Hill kom att kallas Southun eller Sutton; vilket betydde att den låg söder om Tamworth, som var Mercias huvudstad. Middleton ligger mellan dessa platser. "Coldfield" syftar på ett landområde vid sidan om kullen som utsattes för vädrets makter. Det kan även syfta på en plats där man tillverkade träkol. År 1071 hamnade Royal Sutton Coldfield, tillsammans med övriga Mercia, i Kronans händer och Sutton Chase blev en kunglig skog.

### 1000-1300-talet

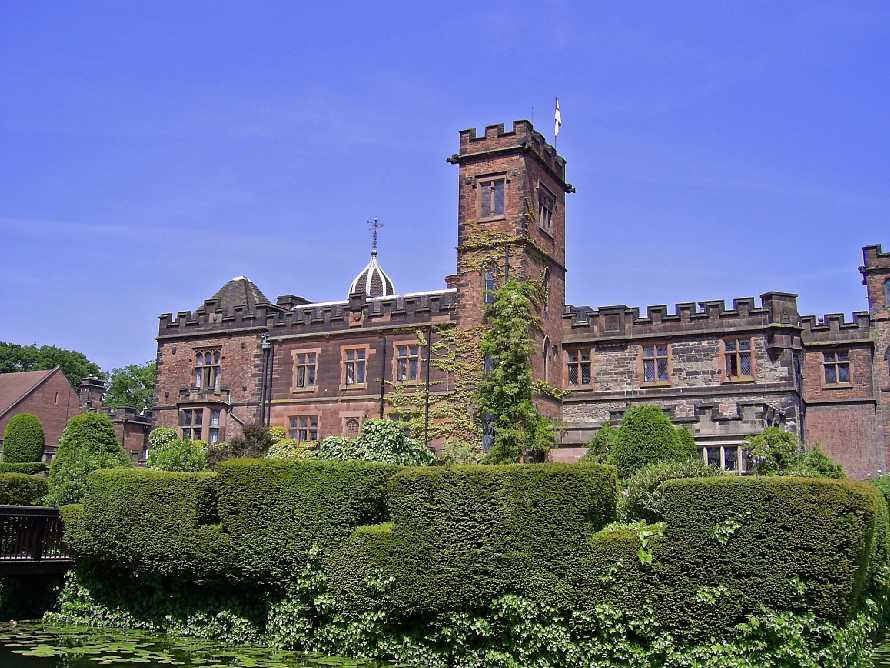
New Hall har byggts ut och förändrats, men delar av ursprungsbyggnaden finns kvar.

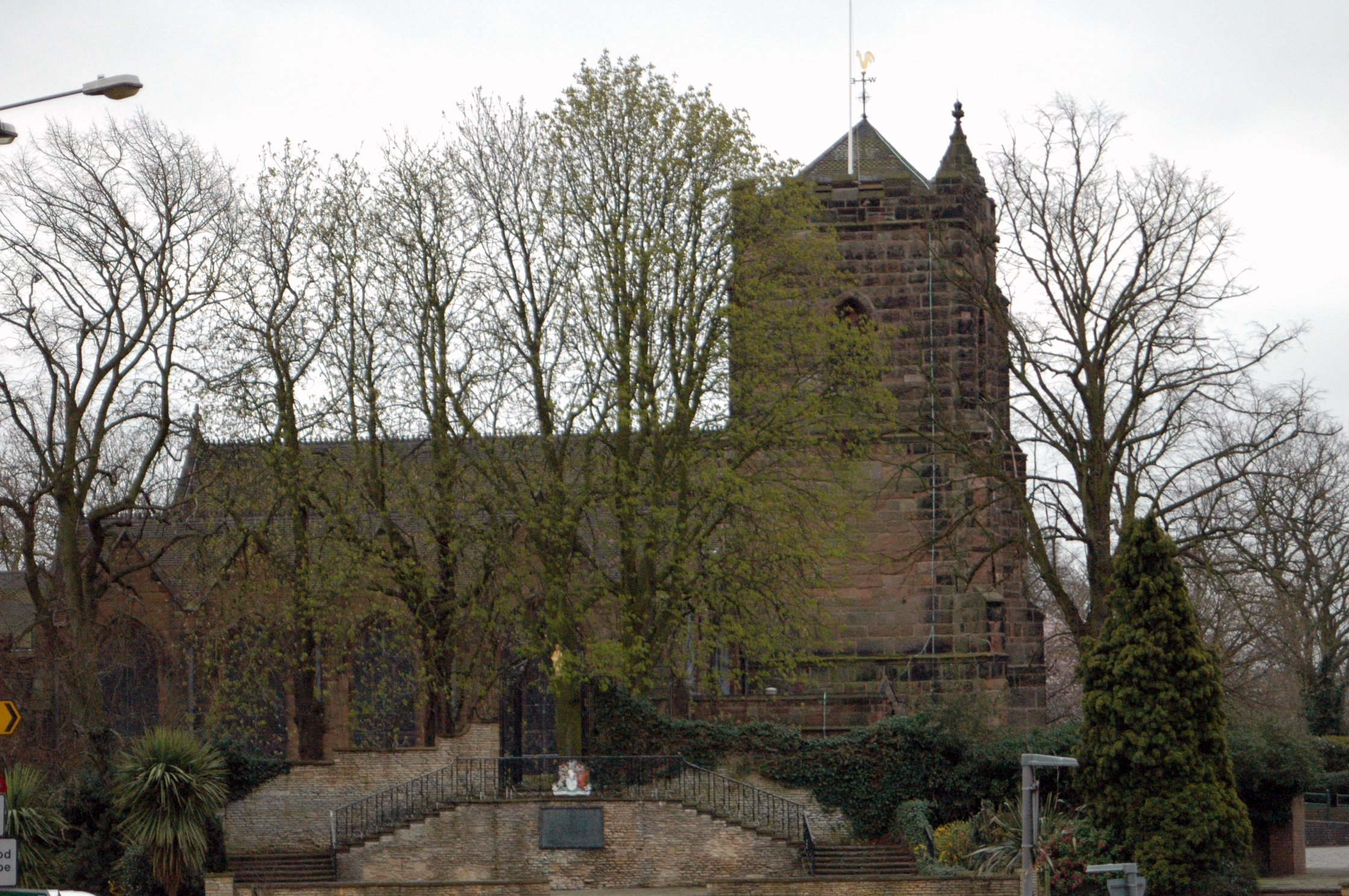
Holy Trinity Church

Då Domesday Book skrevs var Sutton den by i området som hade mest odlad mark. Under medeltiden byggdes en herrgård som kom att kallas Manor Hill och gavs till Henrik I:s son earl Roger, i utbyte mot herrgårdarna i Hockham och Langham i Rutland. Då Sutton Forest ej längre var i Kronans ägo fick den namnet Sutton Chase. Efter earl Rogers död 1153 hamnade det i klostret i Trenthams ägor.
Sutton Manor blomstrade och det gjorde även byn. År 1300 fick Guy, earl av Warwick, rätten att hålla marknad varje tisdag och en stor årlig marknad. Köpstaden växte, men inte i samma takt som grannstaden Birmingham. Ett kapell behövdes och Sank Blasius-kapellet byggdes. Det fanns kvar fram till Tudortiden, då det förstördes.
En annan kyrka byggdes på kullen, 120 m över havet. Den första kyrkoherden utsågs 1305 och detta kom att bli församlingskyrkan Holy Trinity Church. Under 1300-talet byggdes även New Hall Manor, Peddimore Hall och Langley Hall, vilka alla var vallgravsomgärdade. New Hall har byggts ut och förändrats, men delar av ursprungsbyggnaden finns kvar. Peddimore Hall har byggts om helt, den nuvarande byggnaden är från 1600-talet och Langley Hall har rivits, även om delar av Langley Hall Farm och vallgraven finns kvar. Den äldsta byggnaden i Suttonområdet är The Grove, en pelarinramad byggnad, men dess historia är okänd.

### 1400- och 1500-talet
År 1419 fick Sir Ralph Bracebridge hyra Sutton Manor och Sutton Chase på livstid av earlen av Warwick. Royal Sutton Coldfield blev en betydelsefull träningsplats för engelska soldater under krigen mellan England och Frankrike. Måltavlor placerades ut runt om i staden för bågskytteträning och man kan fortfarande se märken i sandstensmuren på 3 Coleshill Street där bågskyttarna slipade sina pilar. Man tror att 3 Coleshill Street har ett medeltida ursprung trots sin georgianska fasad. Bracebridge är ihågkommen för att han lät dämma upp Ebrook för att skapa Bracebridge Pool i Sutton Park. Han använde denna damm för fiske, och lät ibland även byborna få fiska där. 
Rosornas krig satte punkt för Royal Sutton Coldfields blomstringstid. Det förföll och fattigdom spred sig. Earlen av Warwick dödades i kriget och Royal Sutton Coldfield hamnade åter i Kronans ägo. Det hölls inte längre några marknader och staden avfolkades. Sutton Manor revs och materialet användes för att bygga en herrgård i Bradgate i Leicestershire.
Det var under denna tid som John Harman växte upp och arbetade på Moor Hall Farm. Han studerade vid Magdalen College, Oxford. Han blev vän med Thomas Wolsey, påbörjade en karriär inom kyrkan och utsågs till kaplan i Sankt Blasius-kapellet i Sutton. Han började arbeta för kungahuset och steg i graderna. År 1519 utsågs Harman till biskop av Exeter och ändrade sitt namn till John Vesey. Vesey använde sin position inom kyrkan och den betydande förmögenhet som denna gav till att hjälpa Royal Sutton Coldfield ur förfallet. Han återupprättade marknaderna, stenlade gatorna, startade en "grammar school" och byggde 51 stora stenstugor runt omkring Royal Sutton Coldfield åt de fattiga. En av hans mest ihågkomna gärningar var att han övertalade sin vän kung Henrik VIII att ge jaktmarkerna i Royal Sutton Coldfield till invånarna. Detta område skulle senare komma att bli Sutton Park. Vesey avled på Moor Hall i Royal Sutton Coldfield år 1555. Hans gärningar återupplivade Royal Sutton Coldfield och delar av detta arv återstår. Några av stenstugorna finns fortfarande kvar, skolan heter numera Bishop Vesey's Grammar School och hans förbättring och utbyggnad av Holy Trinity Church finns kvar. Han är ihågkommen genom att många platser bär hans namn, däribland stadsdelsområdet Sutton Vesey och trädgårdarna kring Holy Trinity Church, Vesey Gardens.

### 1600-talet
Royal Sutton Coldfield fortsatte att växa och blomstra även efter Veseys död. Staden drabbades knappt av det Engelska inbördeskriget, även om man vet att soldater från båda sidor kom till staden. Efter kriget förnyades Suttons kungliga privilegier. År 1668 drabbades Royal Sutton Coldfield av stor skada då Wyndleydammens fördämningar brast under en kraftig storm. Vattnet som forsade in i Royal Sutton Coldfield förstörde många hem. Översvämningen påverkade även Bracebridge Pool, men detta orsakade inte så mycket skada.
En man som blev betydelsefull under denna tid var arkitekten William Wilson som gifte sig med en lokal jordägare. Han ritade och uppförde Four Oaks Hall och Moat House, som blev hans hem. The Four Oaks byggdes åt Lord Folliot, en irländsk pär. Under denna tid blev familjen Sacheverell ägare till New Hall. De flyttade dit efter att de blivit impopulära i Birmingham och började predika i den lokala församlingskyrkan.

### 1700-talet
Under 1700-talet började Royal Sutton Coldfield att industrialiseras. Tillverkningen av knivblad, vapenpipor, spadar såväl som slipningen av knivar, bajonetter och yxor, gjorde att staden blomstrade. Kvarnar byggdes vid dammarna i Sutton Park och vid Ebrook bankar. En bomullsspinningsmaskin testades vid Powells Pool Mill (riven 1936) av John Wyatt med Lewis Pauls hjälp. Dessa kvarnar var inte de första i Royal Sutton Coldfield, det hade funnits väderkvarnar vid Maney Hill och Langley Hall, men det här var de första kvarnarna som byggts för att användas i industrin i staden. Den första grepen som var helt i stål tros ha tillverkats i staden. Dammar som hade torrlagts under 1600-talet för att bevattna ängsmarker återskapades under 1700-talet och nya dammar som Blackroot Pool och Longmoor Pool skapades.
Royal Sutton Coldfields blomstrande ekonomi gjorde att invånarna nu kunde unna sig ny lyx, som skaldjur. Varorna i staden var 10 % dyrare än i grannbyarna. År 1791, efter Priestleyupproren i Birmingham, kom William Hutton, vars hem hade attackerats av upprorsmän, till Royal Sutton Coldfield över sommaren. Man trodde att John Horsfalls hem i Penns, i södra Sutton, skulle attackeras så kavalleriet red dit, men det pågick inget uppror. Trots detta tvingades Hutton att flytta till Tamworth eftersom befolkningen var oroliga att hans närvaro skulle dra till sig upprorsmännen. 

### 1800-talet

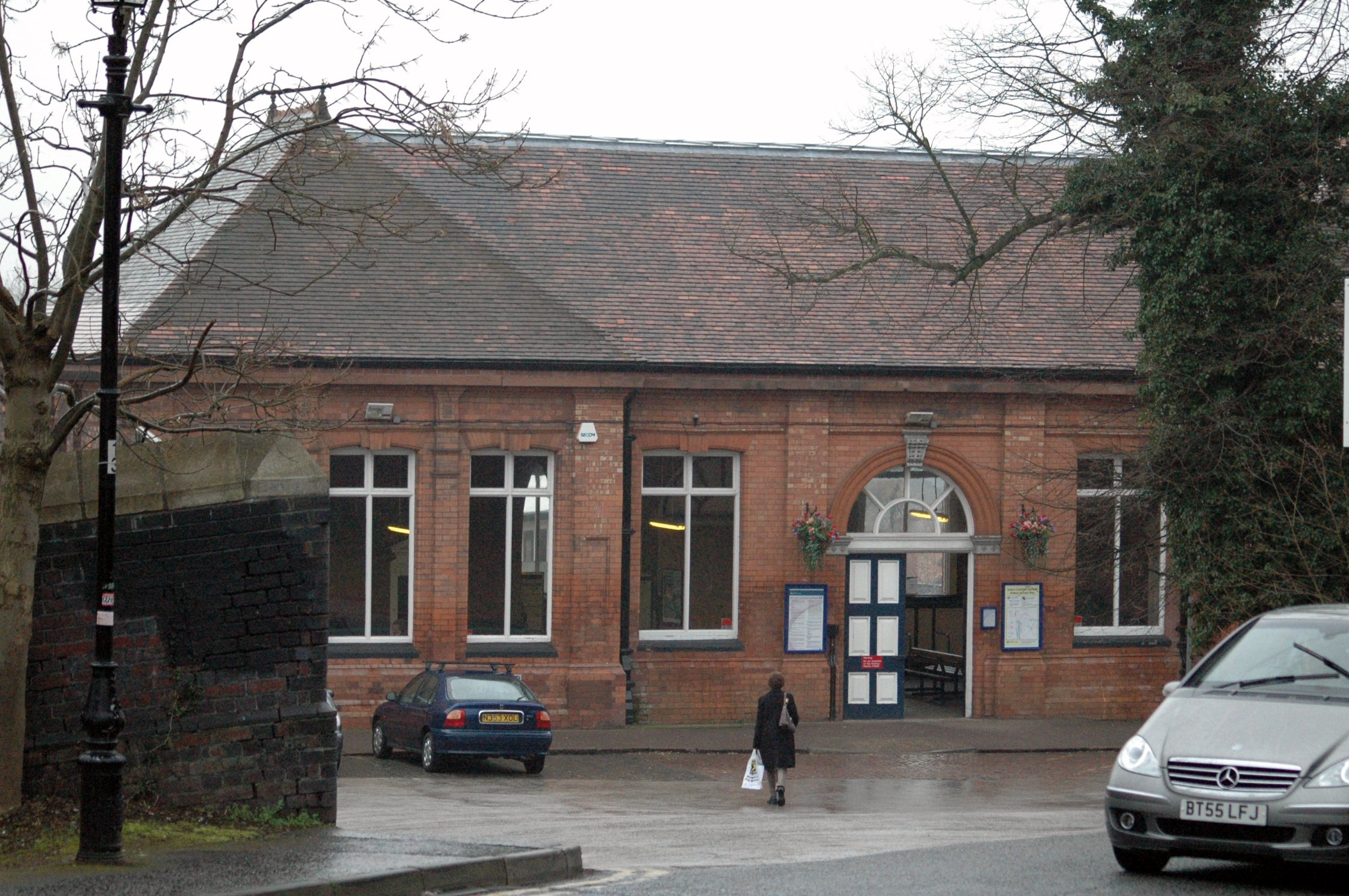
År 1862 fick Sutton Coldfield en järnvägsstation, Sutton Coldfield railway station.

Den första folkräkningen ägde rum 1801 och Royal Sutton Coldfield hade då 2 847 invånare. Vid nästa folkräkning tio år senare hade befolkningen ökat till 2 959. Detta delvis på grund av att man byggt militärbaracker. År 1813 meddelade Royal Sutton Coldfield Corporation att de skulle öppna alla källor för allmänheten i tron att de hade läkande krafter. Källorna blev mycket populära, även om det endast var Rowtons Well som rekommenderades av Birmingham and Midland Eye Hospital.
År 1817 stod Royal Sutton Coldfield i fokus på grund av att en ung kvinna vid namn Mary Ashford hittades mördad på Penns Lane. Den man som hon tillbringat kvällen med anklagades för mordet. Fallet kom att bli känt som Ashford v. Thornton då den anklagade, Abraham Thornton utmanade den mördade kvinnans bror William Ashford att duellera enligt "trial by combat" ("rättegång genom strid"). Ashford vägrade och Thornton släpptes fri. Kort därefter förbjöd parlamentet "trial by combat". 
Sutton Coldfield Corporation grundade skolor runt om i staden under 1820-talet, samt ett fattighus på Mill Street och i Walmley. År 1836 öppnade George Bodington en vårdanstalt och sanatorium i Driffold House, Maney (där nu Empire-biografen ligger) där han bedrev forskning om lungsjukdomar. År 1849 skickades de ursprungliga kungliga privilegierna till London för att översättas från latin på grund av att de skinn som de ursprungligen skrevs på hade börjat att vittra sönder. År 1859 avled den förmögna jordägaren William Morris Grundy och efterlämnade ägor värda 25 000 pund. Hans hem, som numera är Royal Hotel på High Street, hade utsikt över en kulle och en sandstenslada som biskop Vesley låtit uppföra. Detta tillhörde Grundy fram till hans död. Marken delades och såldes till företag som byggde bostäder där. En del av marken såldes till Midland Railway Company för 4 000 pund. År 1862 fick Royal Sutton Coldfield en järnvägsstation, Sutton Coldfield railway station. Sutton Park Line öppnades på 1870. "Sutton Coldfield and Erdington News", som var Sutton Coldfields första tidning, började tryckas 1869. Sutton Coldfield fick vattenförsörjning 1892 från Shenstone. Vid denna tid hade man redan gas från Sutton Coldfield Gas, Light and Coke Company. 
Royal Sutton Coldfields befolkning växte och flera nya församlingar bildades under 1800-talet och nya stadshus byggdes. I folkräkningen 1861 hade Royal Sutton Coldfield 4 662 invånare, men 1861 hade den ökat till 7 737. Man menade att det var tack vare järnvägen som befolkningen hade ökat.

## 1900- och 2000-talet

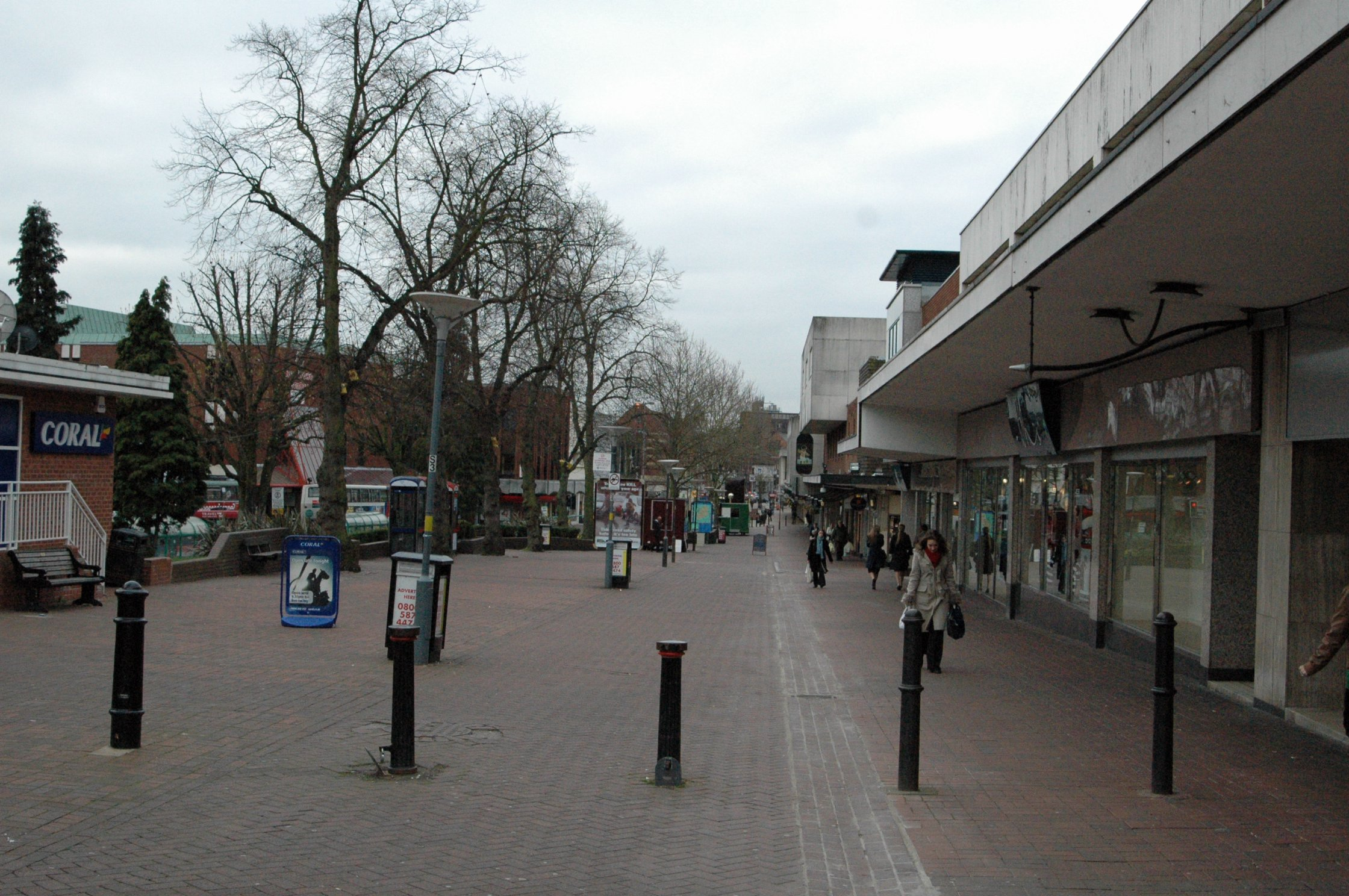
Gågator har byggts i centrala Sutton Coldfield

Under 1900-talet fortsatte Royal Sutton Coldfield att växa. Områdena i utkanterna fortsatte att vara landsbygd fram till slutet av första världskriget. Områden som Boldmere, Walmley och Four Oaks byggdes ut i stor skala. Under andra världskriget användes Sutton Park och delar av Walmley till fångläger för tyska och italienska krigsfångar. Efter kriget byggdes Sutton ut kraftigt och förändrades. Paradgatan i stadens centrum förstördes nästan helt för att bygga ett stort shoppingcentrum, Gracechurch. Shoppingcentrum byggdes även i New Oscott, Wylde Green och Mere Green trots protester, eftersom lokala landmärken gick förlorade. 
Å 1974 blev Royal Sutton Coldfield en del av Birmingham, mot invånarnas vilja, då West Midlands storstadsområde bildades. På senare tid har stadens centrala delar fått gågator och Gracechurch Centre, som nu heter The Mall, har förbättrats. Längs Brassington Avenue pågår byggnadsarbete och ett område med nya bostäder i närheten har färdigställts.

## Geografi
I Royal Sutton Coldfield finns följande områden:
Boldmere 
| Falcon Lodge
| Four Oaks
| Hill Hook
| Maney
| Mere Green
| Minworth
| New Oscott
| Roughley
| Walmley
| Whitehouse Common
| Wylde Green
Staden gränsar till Erdington och Kingstanding i Birmingham, Streetly i Walsall, distriktet North Warwickshire och Lichfield samt Tamworth i Staffordshire. Området betraktas generellt som ett av de mest ansedda områdena i West Midlands och Central England; enligt en rapport från webbplatsen Mouseprice.com var två gator i Royal Sutton Coldfield bland de två dyraste i Storbritannien. 
Den norra delen av sandstensåsen i Birmington city sträcker sig till Royal Sutton Coldfield. Plants Brook rinner från Streetly-området och genom Sutton Park och direkt nedanför stadens centrum innan den rinner ut i Plantsbrook Nature Reserve i Walmley Ash.

## Handel

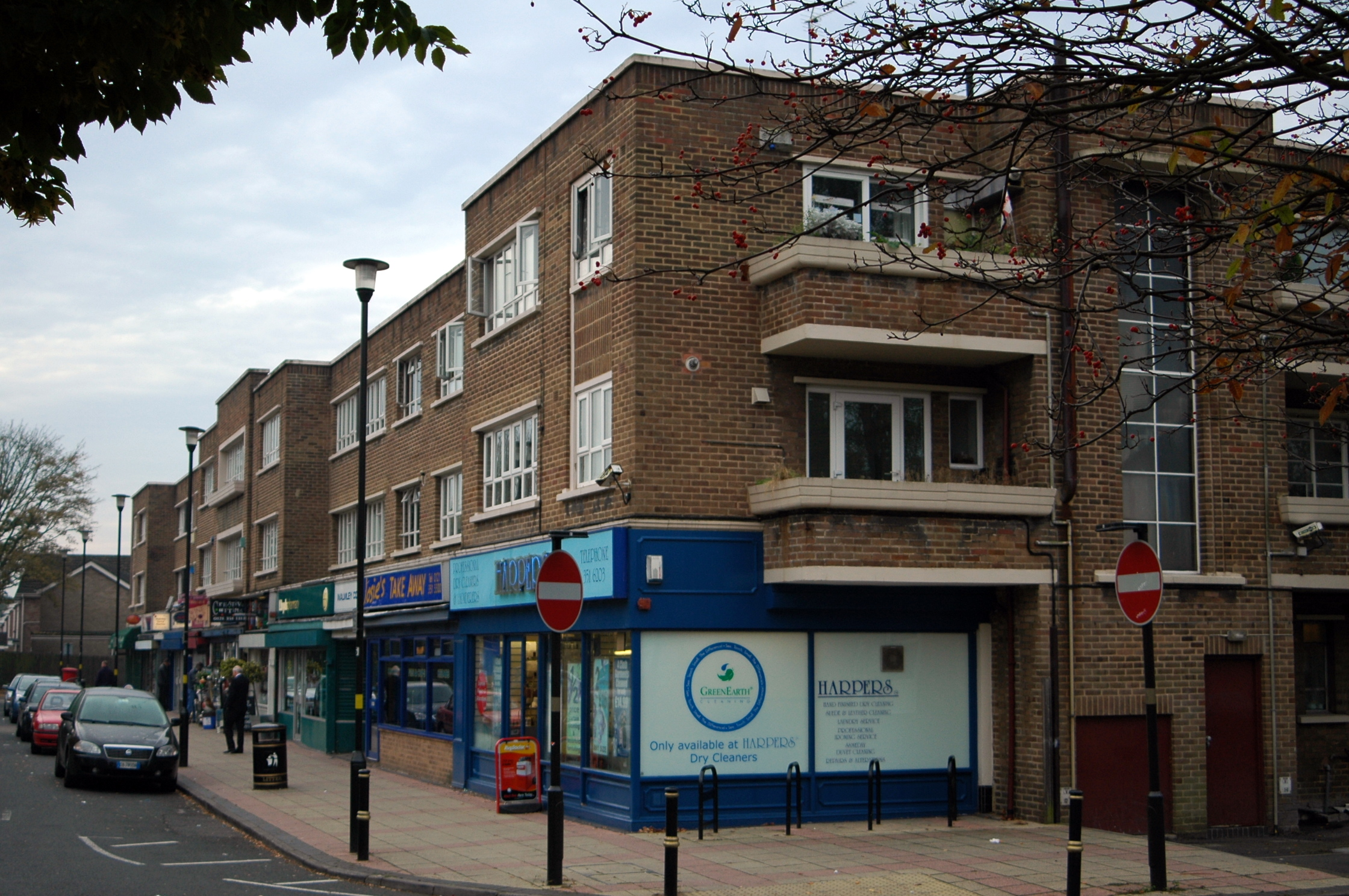
Walmley Court in Walmley.

Det största shoppingcentrumet är Sutton Coldfield Mall, som byggdes  1974 som The Gracechurch Shopping Centre'. Det bytte namn efter att ha köpts upp av The Mall Company men fick 2008 namnet  'The Mall, Sutton Coldfield. Där finns ett parkeringshus i flera våningar. Shoppingcentrumet byggdes om 2006, en av gatorna fick ett glastak och ett torg togs bort för att göra plats för ett café och flera affärer. Det finns planer att skapa ett food court  ovanför Bishop's Court. I shoppingcentrumet fanns ursprungligen tre bonsskulpturer som föreställde en flicka och en pojke på rullskridskor, en pojke med en hund och en pojke och en flicka som hoppade bock, men de har flyttats till Rectory Park.
Ett annat shoppingcentrum kallades Sainsbury Centre tills Sainsbury stängde sin affär; namnet ändrades senare till "The Red Rose Centre". Shoppingcentrumet har ett parkeringshus i flera plan, men infart från Victoria Road.
New Hall Walk är en länga med affärer bakom The Parade som byggdes i slutet av 1990-talet. Företaget som driver dessa driver även flera av affärerna på The Parade som byggdes under samma tid. Där finns en stor utomhusparkering. Mittemot Red Rose Centre, bakom New Hall Walk, finns affärer i ett plan som kallas In Shops. Byggnadens exteriör renoverades år 2005.
Det finns flera lokala shoppinggator i Suttons förorter, som "The Lanes" Shopping Centre i Wylde Green, i Walmley, i New Oscott (Princess Park) och på Boldmere Road.

## Sport
Fotbollslaget Sutton Coldfield Town F.C. grundades 1879. Ett annat lag från Royal Sutton Coldfield som också spelar på Coles Lane är Romulus F.C.. Golf är en viktig sport i staden och det finns flera golfklubbar och banor. I södra Royal Sutton Coldfield ligger Walmley Golf Club och Pype Hayes Golf Course. Dessutom finns Aston Wood Golf Club, Moor Hall Golf Club, Sutton Coldfield Golf Club, Little Aston och Boldmere Golf Club. I närheten finns The Belfry, ett hotell med en välkänd golfanläggning, med Brabazon-banan som har varit värd för Ryder Cup flera gånger.
Det finns även en simbassäng och en löparbana på Wyndley Leisure Centre vid utkanten av Sutton Park. Det öppnades 1971 av Ethel E. Dunnett. Ungdomsgården i närheten öppnades i september 1968. Delar av Rectory Park hyrs ut till Sutton Cricket Club och Sutton Town Football Club.

## Intressanta platser

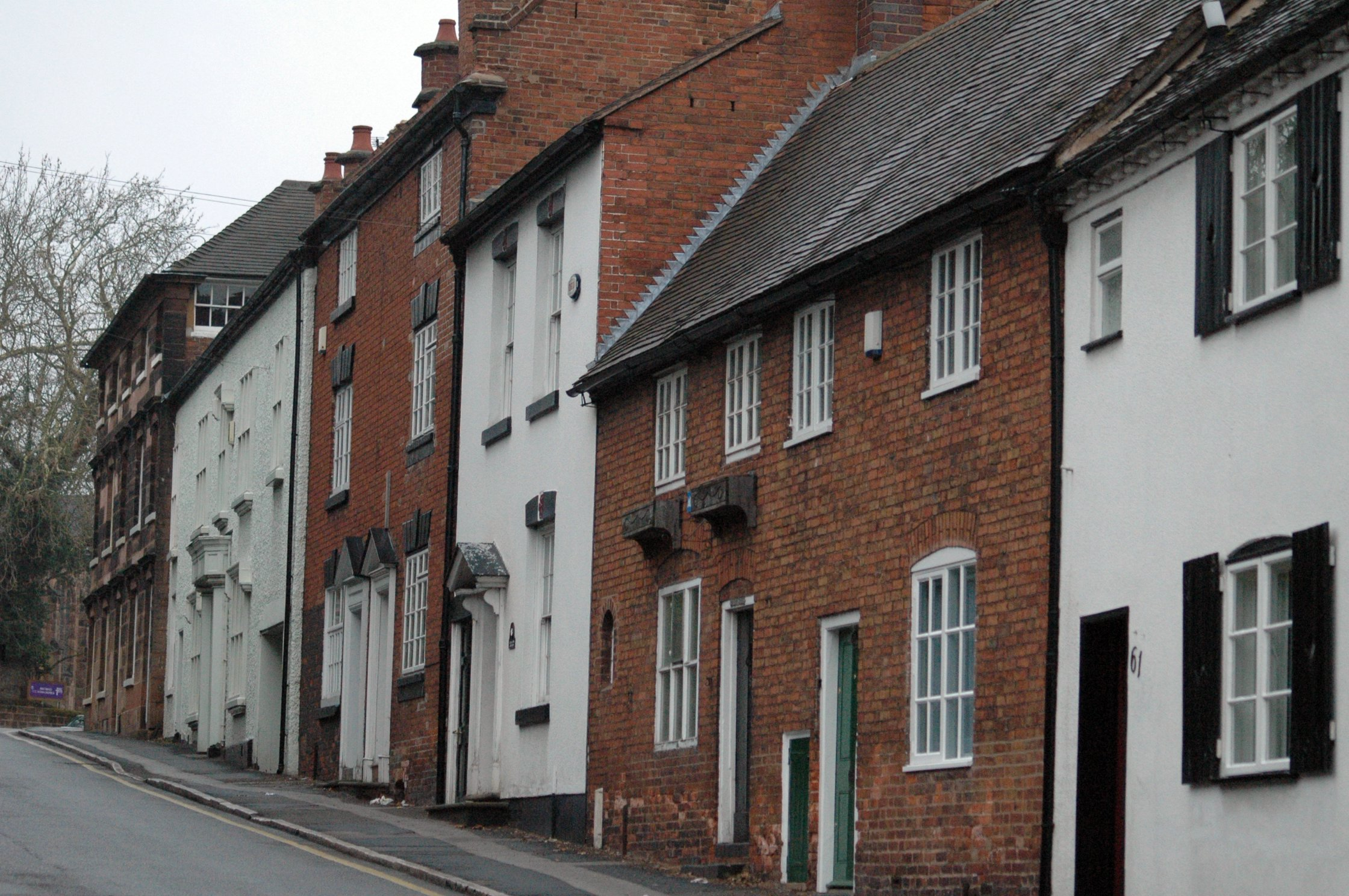
Bostäder på Coleshill Street.

### Parker
Sutton Park är en av de största stadsparkerna i Europa och den största utanför London. Den är drygt 9 001 km² stor. Den används som en del av banan för Great Midlands Fun Run, som sponsras av Sutton Coldfield Observer. Den är en national nature reserve och en Site of Special Scientific Interest. New Hall Valley Country Park, som öppnades den 29 augusti 2005 ligger i New Hall Valley, som delar Walmley och Maney. Den är 0,65 km² stor och där ligger New Hall Mill, som är en av två fungerande vattenkvarnar i West Midlands. Kvarnen är privatägd, men öppen för allmänheten några gånger om året. Det finns också flera naturreservat, däribland Plants Brook Nature Reserve, i Walmley och Hill Hook Nature Reserve. På gränsen mellan Royal Sutton Coldfield och Erdington ligger den vidsträckta Pype Hayes Park med närliggande golfbana, parken hör till Tyburn ward, men golfbanan ligger i Sutton New Hall.

### Historiska hus
Flera av de historiska husen har renoverats och blivit hotell, som New Hall Hotel, Moor Hall Hotel, Moxhull Hall Hotel och Ramada Hotel samt Resort Penns Hall. Peddimore Hall, ett Scheduled Ancient Monument nära Walmley, är ett privatresidens med dubbla vallgravar. Langley Hall, där William Wilson och Four Oaks Hall, som ritats William Wilson är rivna. William Wilson ritade även Moat House och bodde där med sin hustru, Jane Pudsey. 

### Religiösa byggnader

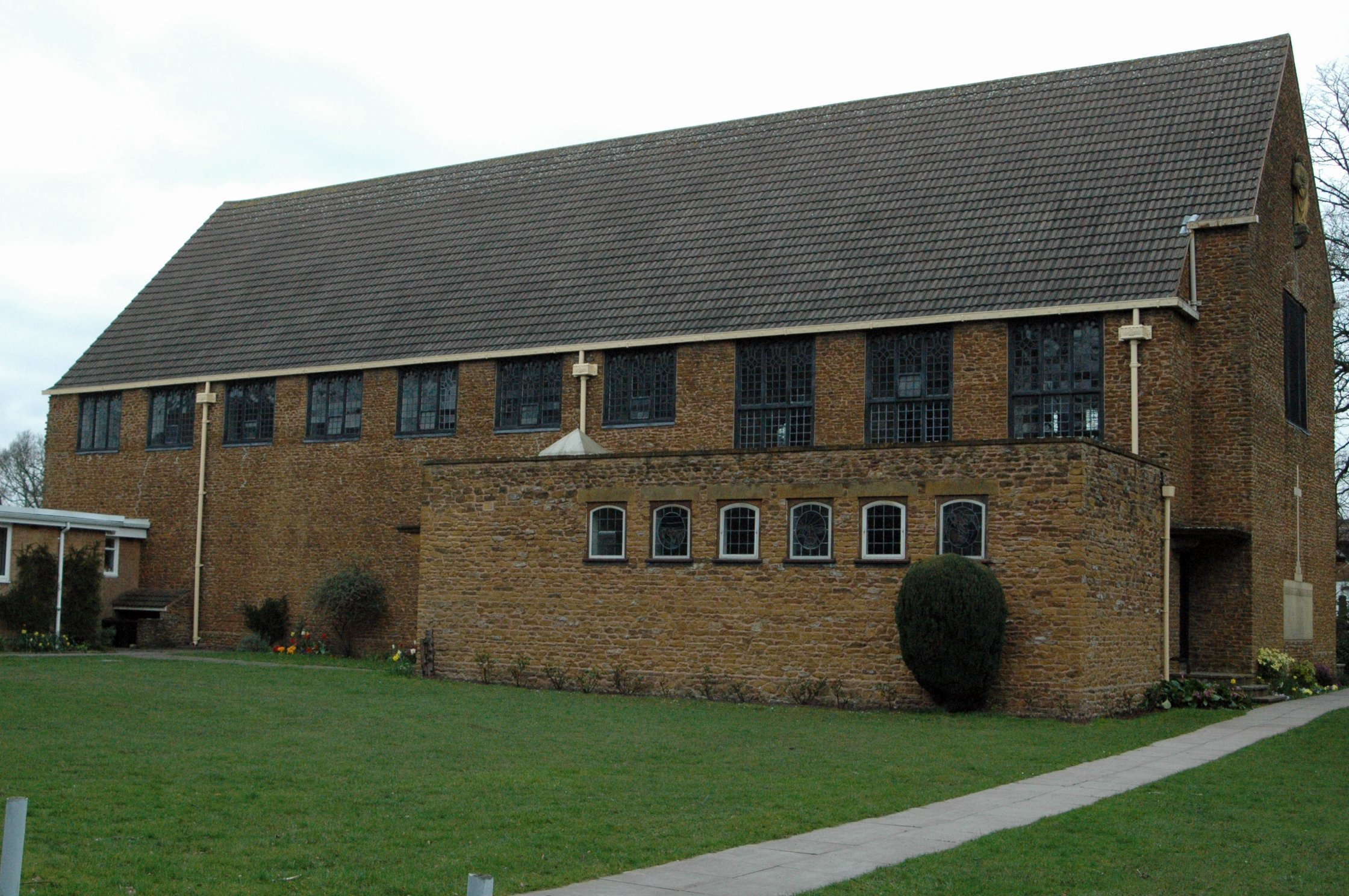
St Chad's Church nära Walmley

Holy Trinity Church är en av de äldsta kyrkorna i staden och byggdes omkring år 1300. Kyrkan byggdes med tiden ut, bland annat av biskop John Vesey, som lät bygga till två gångar och en orgel. Han ligger begraven i kyrkan. Utanför Suttons centrum finns flera andra kyrkor, varav många är sk. "listed buildings". I Four Oaks finns Church of All Saints som har "Grade B locally listed building". Den byggdes 1908 och ritades av Charles Bateman, i Arts and Crafts-stil. En annan kyrka i Four Oaks som är av blandad Arts and Crafts-gotisk stil är Four Oaks Methodist Church, som byggdes mellan 1907 och 1908 efter Crouch and Butlers ritningar. 
I Mere Green ligger Church of St Peter, även den ritad av Charles Bateman, som byggdes mellan 1906 och 1908. En annan kyrka som ritades av Charles Bateman är Church of St Chad nära Walmley. Den byggdes mellan 1925 och 1927. Kapellet byggdes 1977 efter Erie Marriners ritningar. St Johns Church, byggd år 1845 efter D. R. Hills ritningar, ligger på Walmley Road i Walmley. Det är Walmleys församlingskyrka och är i normandisk stil. I Maney, nära Walmley, ligger St Peter's Church som började byggas 1905, även om tornet, som ritades av Cossins, Peacock and Bewley, byggdes 1935. På gränsen till centrala Sutton ligger Church Hall, som tidigare var ett katolska kapell, byggt omkring 1834. I byggnaden finns numera kontor.

### Offentliga byggnader
Sutton Coldfield Library öppnades 1974 och ligger i stadens centrum, ovanför Red Rose Centre. Där finns även Sutton Coldfield Reference Library, där det finns publikationer Sutton Coldfield News och Sutton Coldfield Observer. Sutton Coldfield Town Hall används numera som teater- och konferenslokal. Good Hope Hospital är ett av sjukhusen, som även har akutavdelning. Ett annat sjukhus är Sutton Cottage Hospital, som drivs av Birmingham East and North Primary Care Trust. Det öppnade 1908 and och byggnaderna ritades av Herbert Tudor Buckland och Edward Haywood-Farmer.
På Lichfield Roa finns en polisstation, en "magistrates court" (båda öppnades 1960) och en brandstation (öppnad 1963). På andra sidan gatan ligger Sutton Coldfield College. I de nordöstra utkanterna av området ligger Sutton Coldfield transmitting station, som var den första TV-sändaren som sände utanför Londonområdet.

## Transport
Tågtrafiken mellan Sutton och centrala Birmingham är snabb och regelbunden, något som gjort att Sutton blivit något av en sovstad för folk som arbetar i Birmingham. Järnvägsolyckan i Sutton Coldfield inträffade på stationen 1955 då ett expresståg gick in i en snäv kurva snabbare än hastighetsgränsen 48 km/h.
Den romerska vägen Icknield Street skär genom Sutton Park i stadens västra del. Norr om staden går M6 Toll, som är Storbritanniens första avgiftsbelagda motorväg.
På The Parade i stadskärnan är en knutpunkt för flera National Express West Midlands-busslinjer som 'Sutton Lines', 'CrossCity route66' och 'Showcase377' samt 'Showcase451'. På grund av busstrafiken på Lower Parade och Lower Queen Street, där många skolbarn går över till Red Rose Centre har det kommit krav på att en bussterminal ska byggas utanför stadens centrum. Den skulle vara en del av den kontroversiella Brassington Avenue-utbyggnaden, med en gångbro över ringleden till shoppingcentrumen.

## Utbildning
Sutton Coldfield Grammar School for Girls ligger på Jockey Road (A453). Bishop Vesey's Grammar School, motsvarigheten för pojkar, ligger på Lichfield Road (A5127/A453) i stadens centrum nära Birmingham Metropolitan College. The Arthur Terry School ligger på Kittoe Road i Four Oaks i stadens norra del nära Butlers Lane station. John Willmott School ligger på Reddicap Heath Road i den östra delen av staden. Mittemot den skolan ligger Fairfax School. Plantsbrook School ligger på Upper Holland Road i Maney. Bishop Walsh Catholic School ligger bredvid Sutton Park Line och New Hall Valley Country Park; 10 minuter från Wylde Green. Dessa skolor är för åldrarna 11–18 år.
Det finns även flera primary schools i staden. Whitehouse Common Primary School ligger i Whitehouse Common-områdeta, The Deanery Primary School, Holy Cross Infant and Junior Catholic Primary School, och Walmley Primary School ligger i Walmley. The Shrubbery School, grundad 1930, är en privatskola i utkanten av iWalmley and Hollyfield primary, som ligger på Hollyfield Road grundades 1907.
Highclare School, grundad 1932, är en primary och secondary school som finns på tre platser i Birminghamområdet, varav två i Royal Sutton Coldfield, medan den tredje ligger i närliggande Erdington. The Sutton Coldfield-skolorna ligger på Lichfield Road i Four Oaks-området och Wylde Green-området i söder, där dagiset ligger. 
St Nicholas Catholic Primary School på Jockey Road är en voluntary aided katolsk primary school. Den grundades 1967, och har omkring 210 elever. Skolan håller exceptionellt hög standard.

## Kända invånare, i urval
Kända personer som vuxit upp i, eller bott i, Royal Sutton Coldfield
- Rob Halford-Musiker
- Cat Deeley - programledare i TV
- Rory Delap - fotbollsspelare
- Arthur Lowe (1915 - 1982) - komiker, känd från TV-serien Krutgubbar
- James Phelps och Oliver Phelps - skådespelare kända för rollerna som tvillingarna Fred och George Weasley i Harry Potter-filmerna
- Darius Vassell - fotbollsspelare
- Dorian Yates - kroppsbyggare som vunnit Mr. Olympia sex gånger i rad